# لودفيغ كون
لودفيغ كون (بالألمانية: Ludwig Cohn)‏ هو عالم حيوانات ألماني، ولد في 1873، وتوفي في 1935.